# Międzynarodowe Targi Polska
Międzynarodowe Targi Polska – spółka z ograniczoną odpowiedzialnością powstała w 1993 (wpis do KRS nr 0000104142). Zgodnie z opublikowanym przez Polską Izbę Przemysłu Targowego raportem "Targi w Polsce w 2007 roku", Międzynarodowe Targi Polska to czołowy warszawski organizator targów pod względem wynajętej powierzchni targowej oraz liczby wystawców. Firma jest członkiem komitetu założycielskiego Polskiej Izby Przemysłu Targowego – stowarzyszenia branżowego zrzeszającego przedsiębiorców targowych, a także członkiem założycielem Warszawskiej Korporacji Targowej. Posiada kilkunastoletnie doświadczenie w takich branżach, jak: turystyka, hotelarstwo, gastronomia, sport, infrastruktura. Jest doradcą-ekspertem w zakresie wykorzystania imprez wystawienniczych oraz Internetu do skutecznego promowania produktów i usług.

## Najważniejsze imprezy
- Międzynarodowe Targi Turystyczne TT Warsaw Tour & Travel
- Międzynarodowe Targi Infrastruktury Miejskiej i Drogowej Infrastruktura
- Międzynarodowe Targi Wyposażenia Obiektów Hotelowych WorldHotel
- Targi Lecznictwa Weterynaryjnego i Nadzoru nad Bezpieczeństwem Żywności Weterynaria
- Międzynarodowe Targi Analityki i Technik Pomiarowych EuroLab
- Międzynarodowe Targi Gastronomiczno-Hotelarskie EuroGastro
- Wirtualne Targi Gastronomiczno-Hotelarskie e-gastro.com
- Targi Turystyki i Wypoczynku Lato